# Physical: 100
Physical: 100 är en sydkoreansk reality- och tävlingsserie från 2023. Första säsongen hade premiär den 24 januari 2023 på strömningstjänsten Netflix. Första säsongen består av nio avsnitt. En andra säsong hade premiär den 19 mars 2024.

## Handling
I tävlingsserien tävlar hundra deltagare i en rad tuffa utmaningar för att slå ut övriga tävlande och kamma hem prispengarna och äran.